# Ludwig Guttmann Schule Karlsbad
Die Ludwig Guttmann Schule Karlsbad ist ein Sonderpädagogisches Bildungs- und Beratungszentrum mit dem Förderschwerpunkt körperliche und motorische Entwicklung in der badischen Gemeinde Karlsbad. Bis 2008 trug die Schule den Namen Schule für Körperbehinderte, anlässlich des 25-jährigen Bestehens wählte die Schulgemeinschaft den Neurologen Ludwig Guttmann als Namensgeber. Guttmann war ein großer Förderer des Behindertensports.

## Geschichte
Als einer der Vorläufer der Ludwig Guttmann Schule gilt die Schule für Körperbehinderte in Karlsruhe. Da die Kapazitäten begrenzt waren und die Schule schon auf mehrere Standorte in Karlsruhe verteilt war, entschieden sich die Stadtkreise Karlsruhe, Pforzheim und Baden-Baden, sowie die Landkreise Karlsruhe, Calw, Rastatt und der Enzkreis für die Errichtung einer überregionalen Schule. Der Standort Karlsbad-Langensteinbach wurde gewählt, da er etwa der geografische Mittelpunkt der beteiligten Stadt- und Landkreise war. Im April 1974 genehmigt das Kultusministerium Baden-Württemberg die Einrichtung der Schule mit den Bildungsgängen der Schule für Lernbehinderte (heute Förderschwerpunkt Lernen), Schule für Geistigbehinderte (heute Förderschwerpunkt geistige Entwicklung) und Grund- und Hauptschule. Im April 1983 erfolgte der Umzug von Karlsruhe nach Karlsbad.
Enzkreis und Stadtkreis Pforzheim schieden 2013 aus der Trägerschaft aus, sodass die Schule nunmehr in Trägerschaft der Landkreise Karlsruhe, Calw und Rastatt sowie der Städte Karlsruhe und Baden-Baden ist. Der Landkreis Karlsruhe tritt dabei federführend auf und übernimmt die Aufgaben des Schulträgers, wie Einstellung des nichtlehrenden Personals. Die beteiligten Stadt- und Landkreise kommen anteilig, entsprechend der Schülerzahl aus ihrem Gebiet, für den Unterhalt der Schule auf.

## Konzeption
Die Schülerschaft der Ludwig Guttmann Schule ist geprägt von ihrer Heterogenität, in den Anfängen wurden Klassen, wie damals üblich, entsprechend den Fähigkeiten der einzelnen Schüler gebildet. Dies führte dazu, dass in Klassen mit Schülern mit komplexer Behinderung häufig die Lebendigkeit fehlte. Um diesem zu begegnen, wurde an der Schule das Blockteamkonzept entwickelt. Ab 1986 wurden Schüler anhand der Jahrgänge in Blockteams eingeteilt und so Gruppen gebildet, die sich in ihren behinderungsspezifischen Bedürfnissen unterschieden.
Einem Team gehören zwischen 12 und 14 Schüler an, die von einem gemeinsamen Team aus Mitarbeitern, in zwei benachbarten Klassenzimmern unterrichtet werden. Entsprechend dem Schulprinzip Soviel Gemeinschaft wie möglich – soviel Für-sich-sein wie nötig und den schülerspezifischen Bedürfnissen findet der Unterricht in Lerngruppen, im Gesamtteam oder als Einzelförderung statt.
Neben Sonderschullehrkräften, Fachlehrkräften mit dem Förderschwerpunkt geistige Entwicklung oder körperliche und motorische Entwicklung unterrichten an der Ludwig-Guttmann-Schule Grund- und Hauptschullehrkräfte sowie Religionslehrer. Für Betreuung und Pflege sind Krankenpfleger, Heilerziehungspfleger, Jugend- und Heimerzieher, Erzieher, sowie ungelernte Kräfte und Absolventen eines Freiwilligen Sozialen Jahrs und des Bundesfreiwilligendiensts tätig.

## Außenstellen
Im Jahr 1988 wurde die erste Außenstelle in der Wikingerstraße in Karlsbad-Langensteinbach in Betrieb genommen. In einer angemieteten Wohnung fand dort lebenspraktischer Unterricht für Werkstufenschüler statt. Heute werden dort Schüler der Berufsschulstufe in zwei Wohnungen und einer Werkstatt unterrichtet.
Das Einzugsgebiet der Ludwig Guttmann Schule umfasst etwa ein Drittel des Regierungsbezirks Nordbaden, das gesamte Gebiet der Landkreise Karlsruhe und Rastatt, der Städte Karlsruhe und Baden-Baden, sowie den nördlichen Teil des Landkreises Calw. Um die Fahrtwege der Schüler zu verkürzen, wurden ab 2002 Außenklassen und Außenstellen geschaffen, um dort eine wohnortnahe Beschulung von Schülern der Grundstufe zu ermöglichen. Das Stammhaus in Langensteinbach entwickelte sich als regionales Kompetenzzentrum für Schüler der Haupt- und Berufsschulstufe.
2002 wurde in Rastatt die erste Außenklasse eingerichtet, bis zum Schuljahr 2006/2007 wurde daraus eine Außenstelle mit circa 30 Schülern. Nachdem der Mietvertrag in Rastatt nicht verlängert worden war, zog die Außenstelle in einen Neubau angegliedert an das Sonderpädagogischen Bildungs- und Beratungszentrum mit dem Förderschwerpunkt Lernen Erich Kästner-Schule Gaggenau.
Ebenfalls 2002 wurde am Wohnheim der Reha-Südwest in der Moltkestraße und Karlsruhe die Außenstelle Moltkestraße eingerichtet. Im Wohnheim wohnen Kinder mit komplexer Behinderung, die in unmittelbarer Nachbarschaft in Containern beschult werden.
2003 wurde die ersten Außenklassen an der Grund- und Werkrealschule Erich-Kästner-Schule Kronau eingerichtet. Ab dem Schuljahr 2009/2010 besuchten Schüler der Ludwig Guttmann Schule den Unterricht der Werkrealschule und hatten so die Möglichkeit die Prüfung der Werkrealschule abzulegen. Ab dem Schuljahr 2012/2013 wurde dies als Schulversuch fortgeführt. Das Modell galt in der Schullandschaft von Baden-Württemberg als gelungenes Konzept der Inklusion und wird als Kronauer Modell bezeichnet. Kultusministerin Schick sagte 2010 dazu: Kronau zeigt den Weg in die Zukunft. Im Jahr 2010 zog die Außenstelle in einen Neubau, der an das bestehende Schulgebäude angegliedert wurde. Seit Beginn des Schuljahrs 2017/2018 werden an der Werkrealschule Kronau keine Schüler mehr eingeschult. Entsprechend finden Kooperationen mit den Grundschulklassen oder den Schülern der Außenklassen des Sonderpädagogischen Bildungs- und Beratungszentrum mit Förderschwerpunkt geistige Entwicklung Karl-Berberich-Schule Bruchsal statt.

## Besonderheiten
Der Förderverein der Ludwig Guttmann Schule finanzierte den Bau eines Reittherapiegeländes, dort finden seit 2009 als Unterrichtsangebote die erlebnisorientierte Reittherapie und Hippotherapie statt. Außerdem stellt der Förderverein mehrere Kleinbusse zur Verfügung und hat den Bau eines schuleigenen Waldklassenzimmers finanziert.
An der Ludwig Guttmann Schule ist eine Beratungsstelle für Unterstützte Kommunikation angegliedert. Neben hausinternen Beratungen und Fortbildungen bietet diese Beratungen für Lehrkräfte anderer Schulen, Therapeuten und Eltern bei der Versorgung mit elektronischen und nichtelektronischen Kommunikationshilfe. Außerdem unterstützt der Sonderpädagogische Dienst Schulen, die Schülern mit einem Förderbedarf im Förderschwerpunkt körperliche und motorische Entwicklung beschulen.
Im Gebäude in Langensteinbach befindet sich ein schuleigenes Schwimmbad, in dem unter anderem Wasser-Shiatsu angeboten wird.